# كوينتن باريديس
كوينتن باريديس (بالإنجليزية: Quintín Paredes)‏ (و. 1884 – 1973 م) هو قانوني، ومحامي، وسياسي من الولايات المتحدة، والفلبين، ولد في بانغويد، كان عضوًا في الحزب الليبرالي للفلبين، توفي في مانيلا، عن عمر يناهز 89 عاماً.

## مناصب
تولى منصب رئيس مجلس الشيوخ في الفلبين ‏ (5 مارس 1952–17 أبريل 1952)
- عضو مجلس الشيوخ الفلبيني
- President pro tempore of the Senate of the Philippines [الإنجليزية]‏
- Resident commissioner of the Philippines [الإنجليزية]‏
- وزير

.

## التعليم
تعلم في Colegio de San Juan de Letran ‏
.